# Chrysops bonariensis
Chrysops bonariensis är en tvåvingeart som beskrevs av Juan Brèthes 1910. Chrysops bonariensis ingår i släktet Chrysops och familjen bromsar. Inga underarter finns listade i Catalogue of Life.